# 希拉·麦克雷

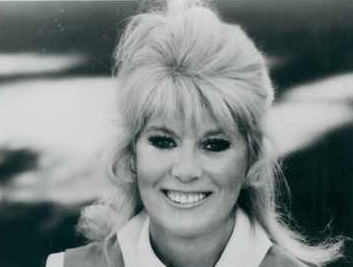
1974年的希拉·麦克雷

希拉·麦克雷（英語：Sheila Margaret MacRae，1921年9月24日—2014年3月6日），是一名英国演员、舞蹈家、制片人和歌手。她出演过大量电视节目，包括《蜜月期》。此外出演过电影《艳娃传》、《铁窗红泪》和《单身女孩和性》等等。
2014年3月6日，她因自然原因去世，享年92岁。